# 譚公望
譚公望，字周佐，湖廣茶陵人，明朝政治人物，進士出身。

## 生平
成化二年（1466年）登進士，授翰林院庶吉士，因建言忤逆上意，謫官宿松縣知縣，不久，召授浙江道監察御史。其为政精敏，以除奸宄、兴学校为先。曾典试山东，上疏建言朝廷广进贤才。